# Massacre de Kándanos
Le massacre de Kándanos, également appelé catastrophe de Kándanos (en grec moderne : Καταστροφή της Καντάνου / Katastrophí tis Kandánou), fait référence à la destruction complète du village de Kándanos, en Crète occidentale, en Grèce et au meurtre d'environ 180 de ses habitants, le 3 juin 1941, par les forces d'occupation allemandes, pendant la Seconde Guerre mondiale,.
Il est commandé par le Generaloberst Kurt Student, en représailles à la participation de la population locale à la bataille de Crète, qui avait retenu, pendant deux jours, les soldats allemands qui progressaient. Cette destruction constitue l'un des crimes de guerre, les plus atroces, commis pendant l'occupation de la Crète par les forces de l'Axe durant la Seconde Guerre mondiale. 

## Contexte

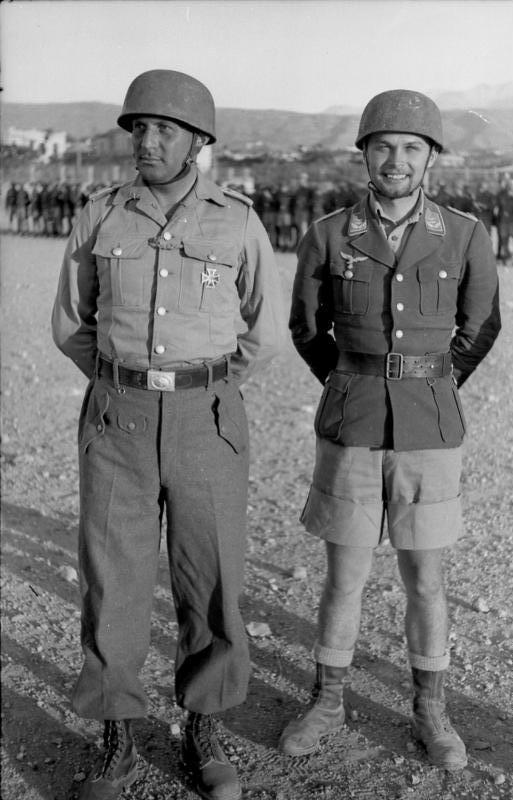
Des parachutistes allemands en Grèce, dont l'oberleutnant Horst Trebes (à droite), en juillet 1941. Horst Trebes est tué au combat en Normandie, en 1944.

### Résistance locale
La bataille de Crète commence, le 20 mai 1941, par une invasion aéroportée à grande échelle, prévue pour capturer les emplacements stratégiques de l'île. Kándanos est situé sur la route de La Canée, sur la côte nord, avec Paleóchora, au sud, qui est un point de débarquement potentiel pour les renforts alliés, d'Afrique du Nord.
Le village de Kándanos est bombardé pendant les premiers jours de l'attaque et un petit détachement allemand motorisé (à moto avec des mitrailleuses MG 34 sur leurs side-cars) tente de le traverser, le 23 mai 1941, dans le but d'atteindre et de sécuriser Paleóchora. Bien que non formés et insuffisamment armés, les civils locaux de Kándanos, Paleóchora et des petits villages voisins, avec l'aide de quelques gendarmes de Sélino, affrontent spontanément et combattent les forces allemandes, à Flória (en).
Le lendemain, les habitants se rassemblent en grand nombre et tendent une embuscade aux troupes allemandes de la 5e division de montagne et des éléments du 55e bataillon motocycliste et du 95e bataillon antichar, dans la gorge de Kándanos.
Malgré leur forte résistance, les 24 et 25 mai et le nombre limité de victimes, les habitants sont largement dépassés en nombre et doivent donc se replier dans les montagnes, laissant les Allemands progresser vers Paleóchora,.

### Conséquences de la résistance
Pendant la bataille de Crète, les forces d'invasion allemandes subissent de lourdes pertes. De plus, la résistance sans précédent de la population locale exaspère son sens de l'ordre militaire prussien selon lequel seuls les guerriers professionnels devraient être autorisés à combattre. Avant même la fin de la bataille, des histoires exagérées commencent à circuler, attribuant les pertes excessivement élevées à la torture et à la mutilation des parachutistes par les Crétois
De telles histoires se révèlent fausses par la suite, car des enquêtes plus approfondies ne permettent d'identifier que quelques cas de mutilations dans toute la Crète, la plupart ayant été infligées après la mort. Néanmoins, à la suite des allégations ci-dessus et dans un souci d'exemplarité, juste après la reddition de la Crète, le 31 mai, le commandant provisoire, le général Kurt Student, donne l'ordre de lancer une vague de représailles brutales contre la population locale. Les représailles doivent être menées rapidement par les mêmes unités que celles qui ont été confrontées aux locaux, en omettant les formalités.

## Destruction
Le 3 juin 1941, un jour après avoir exécuté plusieurs civils à Kondomarí, les troupes allemandes du 3e bataillon du 1er régiment d'assaut de débarquement aérien (en), très probablement dirigé par l'Oberleutnant Horst Trebes (en), atteignent Kándanos, suivant l'ordre de représailles de Student. Les Allemands tuent environ 180 habitants et massacrent tout le bétail ; toutes les maisons sont incendiées et rasées.
Les villages voisins comme Flória (en) et Kakópetros connaissent un sort similaire. Après sa destruction, Kándanos est déclaré « zone morte » et le reste de la population n'est pas autorisé à revenir au village et à le reconstruire. Enfin, des inscriptions en allemand et en grec sont érigées à chaque entrée du village. On y lit « Ici se tenait Kándanos, détruit en représailles au meurtre de 25 soldats allemands, pour ne plus jamais être reconstruit ».

## Conséquences

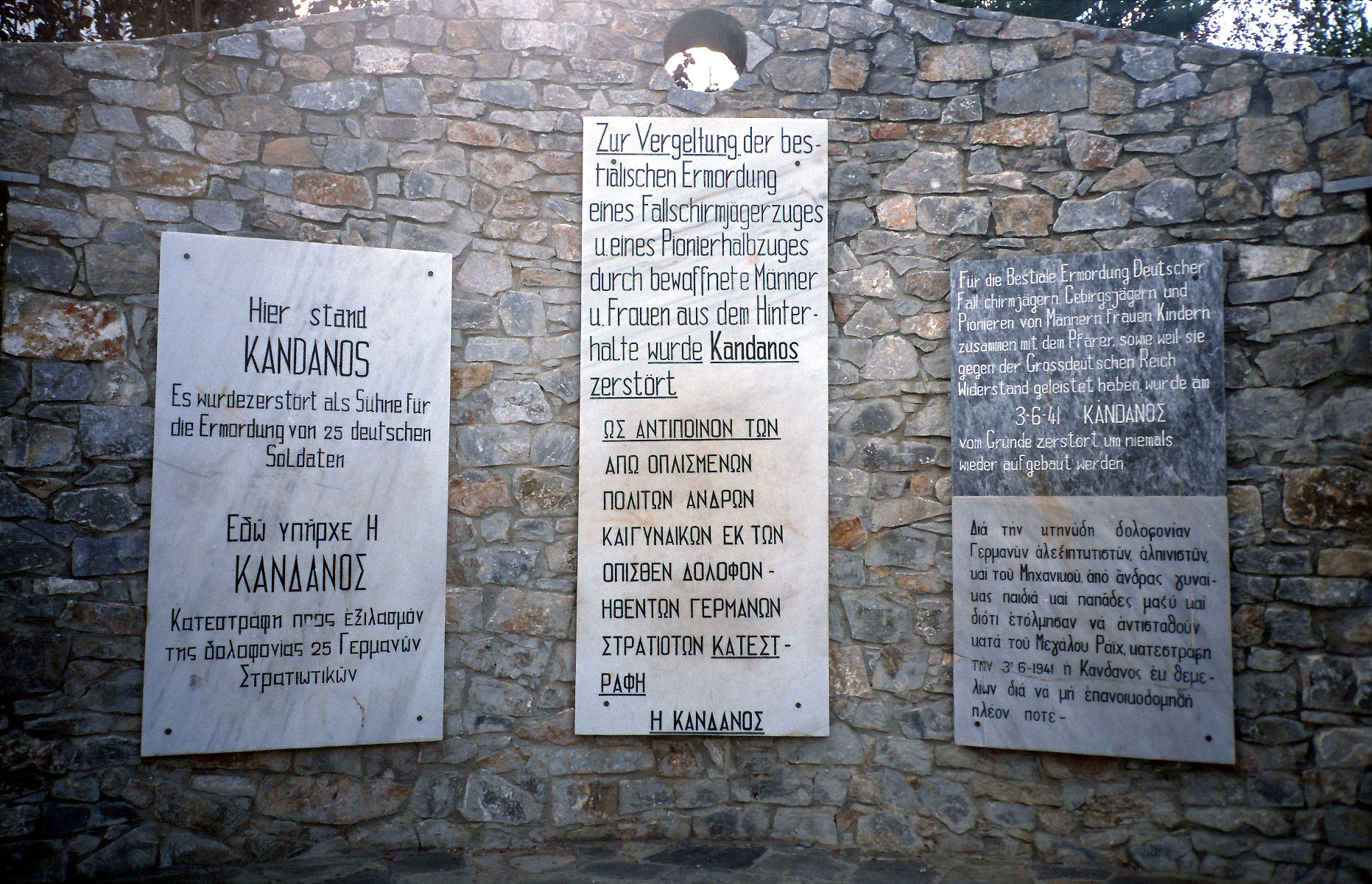
Le mémorial de Kándanos.

Un mémorial, à la mémoire des soldats du 95e bataillon est érigé par la 5e division Gebirgs, près de Flória après la reddition de la Crète.
Après la reddition de l'Allemagne, le général Kurt Student est capturé par les Britanniques. En mai 1947, il comparaît devant un tribunal militaire, pour répondre des accusations de mauvais traitements et de meurtre de prisonniers de guerre par ses forces en Crète. La demande de la Grèce de faire extrader Student est rejetée. Student est reconnu coupable de trois des huit chefs d'accusation et condamné à cinq ans de prison. Cependant, il reçoit une décharge médicale et est libéré, en 1948. Student n'a jamais été jugé pour des crimes contre des civils.
Dorénavant, Kándanos a été reconstruit et est le siège de la municipalité éponyme. Des reproductions des sombres panneaux de la Wehrmacht, commémorant la destruction du village, sont affichées sur un mémorial de guerre local.

### Source de la traduction
- (en) Cet article est partiellement ou en totalité issu de l’article de Wikipédia en anglais intitulé « Razing of Kandanos » (voir la liste des auteurs).